# Shenzhen Zhongzhou Holdings Financial Center
La Heung Kong Tower est un gratte-ciel de 300 mètres construit en 2014 à Shenzhen en Chine.